# Buhuși
Buhuși (rumunsky [buˈhuʃʲ]IPA, v jidiš באהוש‎) je rumunské město v župě Bacău. Administrativní součástí města jsou i vesnice Marginea a Runcu. V Buhuși se nachází pět základních škol a jedna střední. V roce 2011 zde žilo 14 562 obyvatel.

## Historie

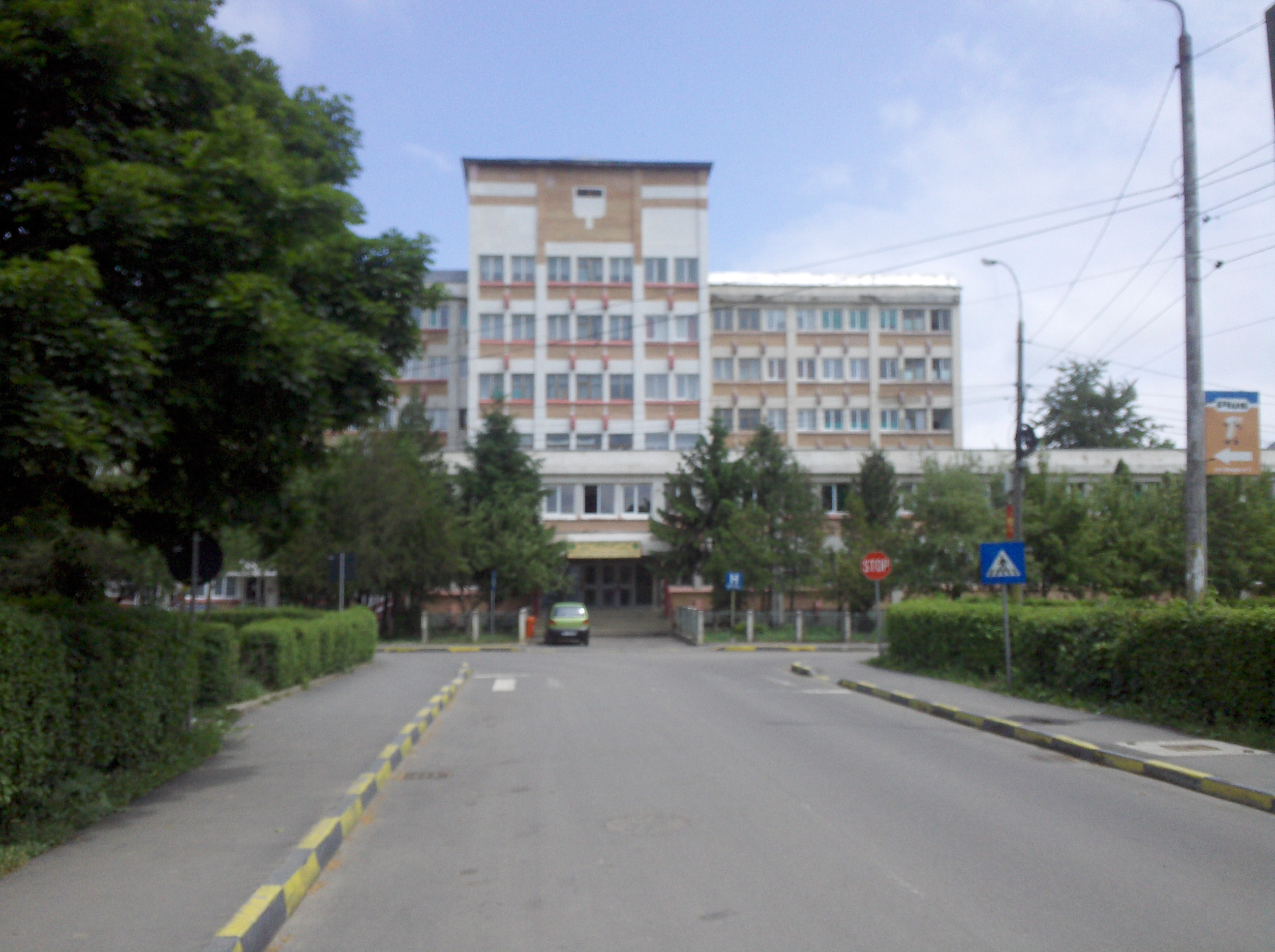
Místní nemocnice

První písemná zmínka pochází z 15. století, kdy je zmiňováno jako Bodești. Tehdy byla obec majetkem významné bojarské rodiny Buhușů. V roce 1457 byl nedaleko obce vystavěn Štěpánem III. Velikým klášter Runc.
Jednu dobu se ve městě nacházela největší textilní továrna v jihovýchodní Evropě, po roce 1989 však došlo k výraznému omezení provozu a společnost tak nyní zaměstnává již jen méně než 200 zaměstnanců.